# ماسک تصویر

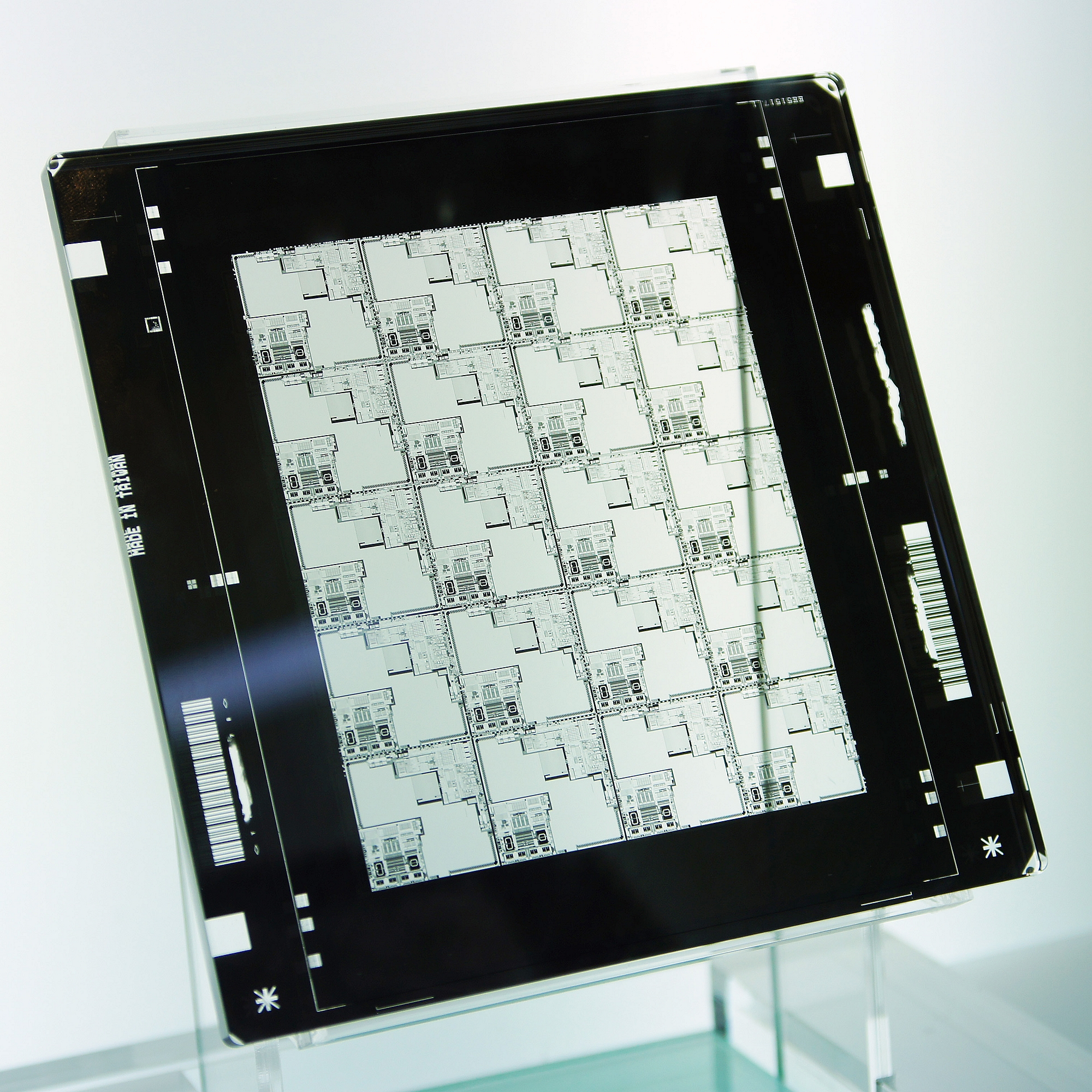

فوتوماسک یا ماسک تصویر (به انگلیسی: Photomask) یک صفحه مات همراه با حفره‌ها و قسمت‌های شفاف است که اجازه عبور نور را می‌دهد. این صفحه‌ها به‌طور گسترده در فوتولیتوگرافی مورد استفاده قرار می‌گیرند.

## نگاه اجمالی
ماسک‌ها معمولاً شامل دو لایه هستند. لایه زیرین که شیشه سیلیسی است که بر روی آن یک لایه کروم که طرح و الگوی مشخصی دارد، قرار گرفته‌است. این لایه معمولاً در فرایند تولید مدارهای مجتمع برای ایجاد الگوی دلخواه بر روی یک ماده حساس به نور (لاک نوری) که بر روی یک فیلم نازک و ویفر سیلیکن قرار گرفته، استفاده می‌شود. نور پس از عبور از قسمت‌های شفاف ماسک به قسمت‌هایی از لایه لاک نوری می‌تابد در حالی که قسمت‌هایی از ماسک که مات بودند مانع از تابش نور به بخش‌های دیگر لاک نوری می‌شوند. این فرایند معمولاً یک به یک است. به این معنی که الگوی ماسک به همان نسبت بر روی لایه لاک نوری تصویر می‌شود.

تصویری شماتیک از ماسک (لایه بالا) و لایه فیلم نازک ویفر در یک مدار (لایه پایین) که با استفاده از ماسک الگوسازی شده‌است.